# Donald & Goofy
Donald & Goofy (o Donald and Goofy; traducido como "Donald y Goofy" en español) es una serie cinematográfica de cortometrajes animados de comedia producidos por Walt Disney Productions. Los cortometrajes están protagonizados por el Pato Donald y Goofy, quienes ya habían participado juntos en cortometrajes de la serie Mickey Mouse siempre en compañía de Mickey, además de protagonizar Donald en solitario su propia serie de cortometrajes (con Goofy llegando también a protagonizar posteriormente la suya propia). La serie comenzó en 1938 con Polar Trappers y finalizó en 1947 con Crazy with the Heat, habiendo sido lanzados un total de seis cortometrajes como parte de la serie.

## Producción
Los cortometrajes fueron producidos por Walt Disney Productions, y distribuidos por RKO Radio Pictures (posteriormente los cortos siendo distribuidos por Buena Vista Distribution en relanzamientos). Los cortos de la serie comenzaban con un estallido estelar con un primer plano de las caras de Donald y Goofy juntos, seguido por el título "A Walt Disney Donald & Goofy" ("A Walt Disney Donald and Goofy" en los dos primeros cortos).
Comúnmente, en distribuciones de los cortos estos son asociados con la filmografía del Pato Donald (de hecho, el corto Crazy with the Heat comienza con la sintonía de cabecera de los cortos protagonizados por Donald), quedando ajentos a la de Goofy.

## Lista de películas
La siguiente es una lista de los cortometrajes de Donald & Goofy. Los títulos se muestran en su versión original en inglés, mostrándose en paréntesis el título en español.
| # | Título                                                        | Director       | Estreno                 |
| --- | ------------------------------------------------------------- | -------------- | ----------------------- |
| 1 | Polar Trappers (Tramperos polares)                            | Ben Sharpsteen | 17 de junio de 1938     |
| Donald y Goofy son tramperos en el polo, donde mientras Goofy prepara una trampa para cazar morsas, Donald intenta atraer a una hembra de pingüino para cocinarla, aunque sin éxito. Cuando una morsa roba el pescado de Goofy para su trampa, él sigue a la morsa hasta una cueva, donde debe tener cuidado de que no caigan sobre él las estalactitas de hielo. Mientras, Donald continúa persiguiendo a la hembra de pingüino, hasta que encuentra el hogar de los pingüinos, donde se mezcla entre ellos. |                                                               |                |                         |
| 2 | The Fox Hunt (La caza del zorro)                              | Ben Sharpsteen | 29 de julio de 1938     |
| Durante una caza del zorro, Donald es arrastrado por los perros que lleva con la correa hasta un lago, teniendo que ser él quien termina arrastrando a los perros para salir del agua. Mientras, Goofy cabalga en su caballo durante la cacería, hasta que se topa con el zorro, avisando de ello a los demás cazadores, Donald incluido. Persiguiendo al zorro, Goofy tiene problemas cuando su caballo no quiere saltar un arbusto, por lo que Goofy intenta quitarle su miedo a saltar, pero en el acto ambos terminan cayendo en un estanque. Por su parte, Donald tiene al zorro al acecho, pero cuando el animal se mete en una madriguera, Donald debe buscar la forma de sacarlo de su escondrijo. Mickey Mouse, Minnie Mouse, Horace Horsecollar y Clara Cluck aparecen a modo de cameo como participantes en la caza del zorro.                   |                                                               |                |                         |
| 3 | Billposters (Los pegacarteles)                                | Clyde Geronimi | 17 de mayo de 1940      |
| Donald y Goofy van a pegar carteles a una granja. Goofy va a pegarlos a la zona de un molino, donde su cepillo y su cubo de pegamento desaparecen para su sorpresa, debido a que son atrapados por las astas del molino. Mientras, Donald tiene problemas con un chivo, la cual se come sus materiales de trabajo. De vuelta a Goofy, se le complican las cosas cuando un cartel se le queda pegado al cuerpo. Tras ello, el chivo vuelve a molestar a Donald, quien intenta ahuyentarle con su cepillo, el cual queda atrapado entre los cuernos del chivo, quien lo usa para atacar a Donald, y posteriormente terminan en una persecución. |                                                               |                |                         |
| 4 | No Sail (Alquiler de veleros)                                 | Jack Hannah    | 7 de septiembre de 1945 |
| Donald y Goofy alquilan un velero el cual hace desplegar la vela al introducir cinco centavos en una ranura. Tras introducir varias monedas y navegar cada vez más lejos, Donald se queda sin monedas, por lo que ambos quedan atrapados en medio del mar. Al ver un barco, intentan llamar su atención, en ese momento viendo Donald que a Goofy se le cae una moneda, y mientras está distraído intentando atraparla, sin éxito debido a que cae al agua, Goofy simplemente saluda a los pasajeros del barco, el cual sigue su rumbo. Posteriormente, estando hambrientos, ambos pelean por un pez que atrapan, y después intentan capturar a una gaviota, pero cuando Goofy intenta golpearla termina golpeando a Donald. Más adelante, son rodeados por tiburones, los cuales Goofy intenta pescar, mientras que Donald termina en una lucha con ellos. |                                                               |                |                         |
| 5 | Frank Duck Brings 'Em Back Alive (El Pato Frank en la jungla) | Jack Hannah    | 1 de noviembre de 1946  |
| Goofy es un hombre salvaje que vive en la jungla. Donald, quien está de expedición, busca hombres salvajes para un circo. Cuando Goofy le ve, intenta atacarle, pero Donald le esquiva e intanta que firme un contrato para llevarle con él. Sin embargo, Goofy se come el contrato y Donald comienza a perseguirle, hasta que se sube a un árbol, por lo que Donald intenta que baje ofreciéndole comida. Después, consigue atraparle en una jaula, pero Goofy escapa y Donald se marcha con la jaula vacía. Al darse cuenta de ello, vuelve a perseguir a Goofy por la jungla, pero el hombre salvaje siempre consigue evitarle. Mientras corren, terminan en la jaula de un león, el cual termina persiguiendo a ambos. |                                                               |                |                         |
| 6 | Crazy with the Heat (Locos de calor)                          | Bob Carlson    | 1 de agosto de 1947     |
| Donald y Goofy se quedan sin gasolina en medio del desierto, el cual recorren acalorados. El calor termina haciendo que Goofy vea una heladería, enfadándose al no poder tomar nada debido a que los batidos que pide desaparecen cada vez que intenta beberlos. Mientras, Donald también tiene espejismos viendo continuamente un iceberg que desaparece cada vez que se acerca. Cuando el dueño de la heladería del espejismo de Goofy comienza a atacar a ambos debido a que Goofy no pagó su pedido, los dos amigos huyen hasta que encuentran un camello, en el cual cabalgan para salir del desierto. |                                                               |                |                         |

## Medios domésticos
Las caricaturas fueron lanzadas en varias formas de medios domésticos, con películas seleccionadas lanzadas en VHS, laserdisc y luego en DVD. Desde 2010, varios de los cortometrajes comenzaron a estar disponibles en servicios digitales.
Toda la serie es incluida en los volúmenes de la colección en DVD "Walt Disney Treasures" en los volúmenes enfocados en el Pato Donald, con los tres primeros cortos siendo incluidos en "Todo sobre Donald, Volumen Uno" (2004), No Sail y Frank Duck Brings 'Em Back Alive siendo incluidos en "Todo sobre Donald, Volumen Dos" (2005), y Crazy with the Heat en "Todo sobre Donald, Volumen Tres" (2007).